# ОШ „Свети Сава” Трстеник
ОШ „Свети Сава” у Трстенику, једна је од установа основног образовања у општини Трстеник.

## Историјат
Основна школа „Свети Сава” је основана Решењем СО Трстеник 1991. године као самостална државна установа, основана ради остваривања  задатака основног образовања и васпитања деце школског узраста.
Школа се налази у приградском насељу Трстеник 2 новијег датума, које је југоисточно од Трстеника на путу за Крушевац. Настало је у периоду интензивног развоја Прве Петолетке која у том времену доживљава свој пуни напредак. То се одражавало и на развој насеља и изградњу основне школе у њему. 
Крајем 20. века, некад просперитетна и напредна фабрика није више пружала сигурност великом броју радника из разних места Србије. Један број родитеља је силом прилика остао без послa, што утиче на тренд пресељења једног броја наших ученика у друга, стабилнија места за живот, као и на пораст социјалних проблема у окружењу. Данас, од радних организација школа сарађује са онима које су у ближем окружењу (мање приватне радионице – „Минеграф“ Трстеник) и са установама „Електродистрибуција Трстеник”, „Прва Петолетка”, итд.
У насељу не постоји ниједна културна установа, па те садржаје ученици добијају у Трстенику. Зато се школа труди да у окружењу делује као културни центар у домену својих могућности (гостовања књижевника, организовање ликовних колонија, организовање општинске смотре караоке, спортских сусрета и сл.)

## Школа данас
Настава се изводи у матичној школи и издвојеним одељењима у Оџацима, Попини, Брезовици, Дубљу и Стублици.
Зграда у матичној школи је зидана од чврстог материјала. У свом саставу има 11 учионица, библиотеку, канцеларије за директора, наставнике (зборница), секретара, шефа рачуноводства, педагога и психолога, кухињу са трпезаријом, мокри чвор за наставнике и ученике. Школа је прикључена на градски систем грејања. У оквиру предшколске установе „Бисери” у школи раде две предшколске групе: у матичној школи  и подручном одељењу у Попини.
Матична школа поседује велико школско двориште са изграђеним теренима за фудбал и кошарку. У току је изградња фискултурне сале, па извођење наставе физичког и здравственог васпитања представља проблем у зимском периоду.
У саставу школе је пет подручних одељења, четири су од I до  разреда, а у једном одељењу настава се одвија од I до  разреда.